# ملتقطو الكرة في دورة رولان جاروس الدولية

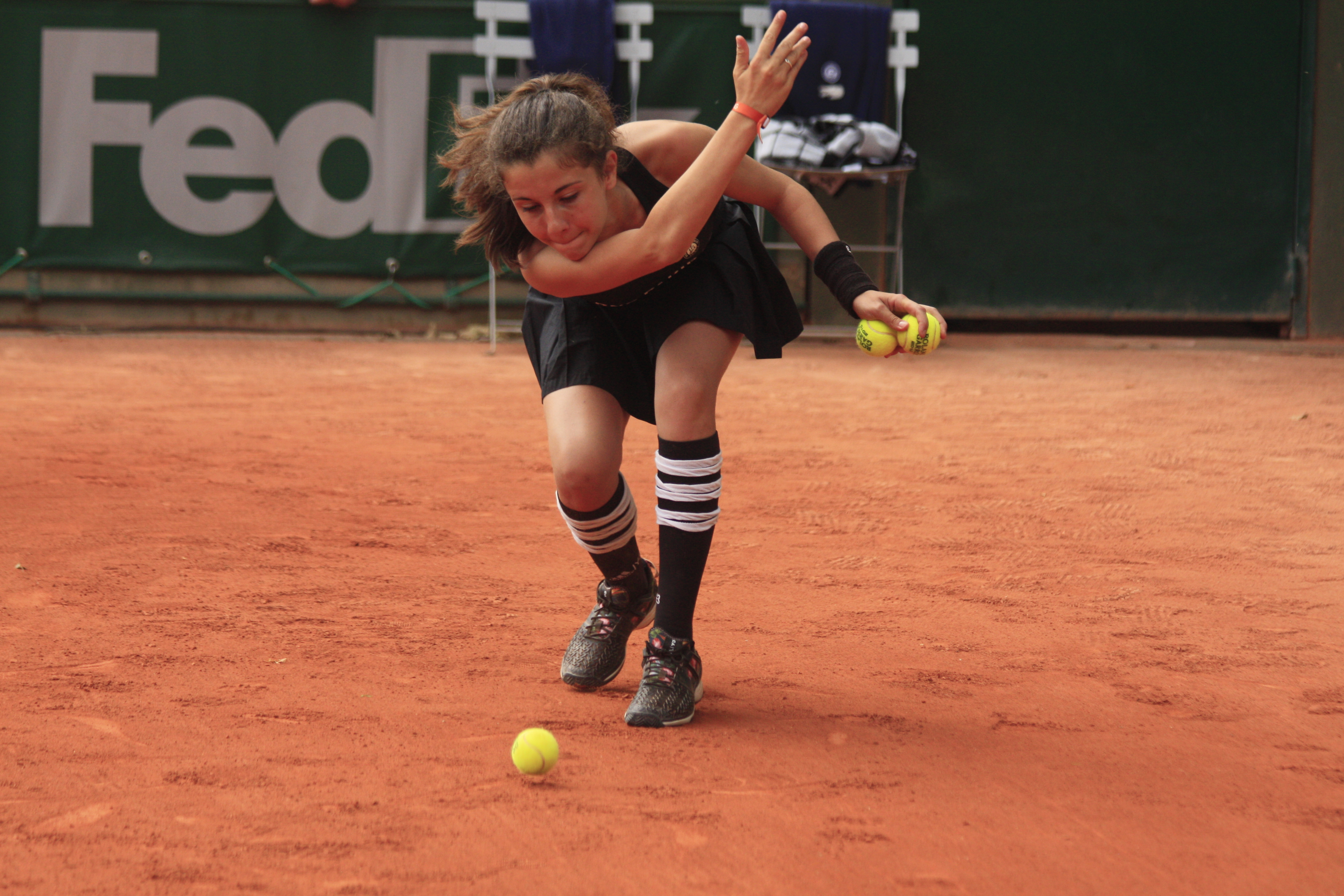

ملتقطو الكرة في دورة رولان جاروس الدولية هم شبان صغار يتم توظيفهم في كل دورة لالتقاط كرات التنس خلال كل مباراة.

## الاختيار
حتى يتم اختيار شخص ما لالتقاط الكرة خلال دورة رولان جاروس يجب أن تكون جنسية الشخص المتقدم فرنسية ،أن يترواح عمره بين 12 و16 سنة.يجب أن لا يتجاوز طولة 1.72 متر ولا يرتدي نظارات أو عدسات لاصقة كما أن يجب أن يكون مسجلا لدى الاتحاد الفرنسي لكرة المضرب.
تتم اختبارات الاختيار في جميع أرجاء فرنسا ويتم اختبار 2500 شخص سنويا ويختار منهم 250 شخص. يكون نصف الأشخاص من مدينة باريس والنصف الثاني من جميع أرجاء فرنسا ويجب على الأشخاص القاطنين في العاصمة فرنسية استضاف النصف الذي الذي لا يقطن باريس.
يتم تكوين الأشخاص الذين تم اختيارهم للمشاركة في الدورة. يقوم المتميزون بالمشاركة خلال الدورة بكاملها بينما يشارك البقية في بضع مباريات الذي تقام خلال الدور الأول أو خلال التصفيات.
بعد انتهاء الدورة لايتم دفع أي مبلف مالي من قبل منظمي الدورة لأن المشاركة تعتمد على نظام الطوعية ولكنهم يتحصلو على قسائم شراء تعطي من قبل رعاة الدورة.

## التقييم
يريد ملتقطو الكرة عادة المشاركة في المباريات الهامة أو المباريات التي تقام على المساحات الكبيرة كساحة سوزان لنجلن أو الساحة المركزية.
قام ،رضا، مدير ملتقطي الكرة بوضع نظام يقيد أداء الشبان بحيث يشارك الأفضل في الساحات الكبرى. ويقوم بأداء التقييم أشخاص يطلق عليهم اسم المقيمون حيث يقومون بإعطاء درجة أداء لكل شخص خلال كل مباراة. إذ تحصل على قيمة جيدة يقوم بالتقاط الكرة في ملعب كبير وإذا انخفض أداؤه في مباراة ما يتم إسناده إلى ملعب أقل «قيمة» من الذي كان يشارك فيه

## وصلة خارجية
- موقع ملتقطو الكرة على صفحة الانترنت لأتحاد الفرنسي